# Paul Frees/Filmografie
Paul Frees' Filmografie nennt alle Filme und Fernsehserien, in denen Filmschauspieler, Synchronsprecher, Drehbuchautor und Komiker Paul Frees mitgewirkt hat. Frees Filmografie enthält rund 350 Einträge.
Frees begann 1942 seine Karriere als Synchronsprecher in dem Kurzfilm A Hollywood Detour. Sein erster Film, in dem er als Schauspieler auftrat, war Die Macht des Bösen (1948); er hatte aber keine große Rolle.

## Schauspieler
| - 1948: Die Macht des Bösen (Force of Evil) - 1949: Rotes Licht (Red Light) - 1950: Blondie’s Hero - 1950: Tom und die Löwennummer (Jerry And The Lion, Kurzfilm) - 1950: Hunt the Man Down - 1951: Auf Bewährung freigelassen (The Company She Keeps) - 1951: Das Ding aus einer anderen Welt (The Thing from Another World) - 1951: Ein Platz an der Sonne (A Place in the Sun) - 1951: Ein Satansweib (His Kind of Woman) - 1952: Die Spielhölle von Las Vegas (The Las Vegas Story) - 1952: The Big Sky – Der weite Himmel (The Big Sky) - 1952: Budapest antwortet nicht (Assignment – Paris!) - 1952: Die goldene Nixe (Million Dollar Mermaid) - 1952: The Star - 1953: Kampf der Welten (The War of the Worlds) - 1954: Terror in Block 11 (Riot in Cell Block 11) - 1954: Casey Bats Again (Kurzfilm) - 1954: Der Attentäter (Suddenly) - 1955: König der Schauspieler (Prince of Players) - 1955: Sindbads Sohn (Son of Sinbad) - 1955: Der große Regen (The Rains of Ranchipur) - 1956: Schmutziger Lorbeer (The Harder They Fall) - 1957: Der 27. Tag (The 27th Day) - 1957: Düsenjäger (Jet Pilot) - 1958: Raumrakete X 7 (Space Master X-7) - 1959: Der unheimliche Zotti (The Shaggy Dog) - 1959: Manche mögen’s heiß (Some Like It Hot) - 1963: Die Totenliste (The List of Adrian Messenger) - 1964: Blutige Seide (Sei donne per l'assassino) - 1964: Mein Zimmer wird zum Harem (The Brass Bottle) - 1972: Der große Minnesota-Überfall (The Great Northfield Minnesota Raid) | - 1952: Dangerous Assignment (2 Folgen) - 1952: Chevron Theatre (2 Folgen) - 1952: The Unexpected (1 Folge) - 1953: Racket Squad (1 Folge) - 1953: Half-Pint Palomino (1 Folge) - 1953–1957: Schlitz Playhouse of Stars (2 Folgen) - 1954: Lux Video Theatre (1 Folge) - 1954: The Whistler (1 Folge) - 1954: Fireside Theatre (1 Folge) - 1954: City Detective (1 Folge) - 1954–1959: General Electric Theater (2 Folgen) - 1955: Meet Mr. McNutley (1 Folge) - 1955: TV Reader’s Digest (1 Folge) - 1955: Big Town (1 Folge) - 1955: Studio 57 (2 Folgen) - 1955–1956: The Bob Cummings Show (2 Folgen) - 1956: Jane Wyman Presents The Fireside Theatre (1 Folge) - 1957: Dr. Christian (1 Folge) - 1957: The Adventures of Jim Bowie (1 Folge) - 1957: The Woody Woodpecker Show (1 Folge) - 1957: Dragnet (2 Folgen) - 1958: Rescue 8 (1 Folge) - 1959: Matty's Funday Funnies (1 Folge) - 1959: The Best of Mr. Peabody & Sherman (1 Folge) - 1960: Chicago 1930 (The Untouchables, 1 Folge) - 1960: Meine drei Söhne (My Three Sons, 1 Folge) - 1960: Klondike (2 Folgen) - 1961: The Dick Tracy Show (24 Folgen) - 1961: Rocky and His Friends (34 Folgen) |

## Synchronsprecher
| - 1942: A Hollywood Detour (Kurzfilm) - 1944: Big Heel-Watha (Kurzfilm) - 1945: Wild and Woolfy (Kurzfilm) - 1946: The Hick Chick (Kurzfilm) - 1946: Spree for All (Kurzfilm) - 1947: Uncle Tom's Cabaña (Kurzfilm) - 1947: Crazy with the Heat (Kurzfilm) - 1948: The Little Cloud (Kurzfilm) - 1948: The Cat That Hated People (Kurzfilm) - 1949: The Adventures of Sir Galahad - 1950: Primitive Pluto (Kurzfilm) - 1950: Der Fischer von Louisiana (The Toast of New Orleans) - 1951: Lehrstunde für Tom (Jerry’s Cousin, Kurzfilm) - 1951: Sleepy-Time Tom (Kurzfilm) - 1951: Silver Canyon - 1951: His Mouse Friday (Kurzfilm) - 1951: The People Against O’Hara - 1951: Dick und Doof erben eine Insel (Atoll K) - 1951: Der jüngste Tag (When Worlds Collide) - 1952: Abenteuer in Rom (When in Rome) - 1952: A Case for Hypnosis (Kurzfilm) - 1952: Smitten Kitten (Kurzfilm) - 1952: Zwei Gringos reiten nach Westen (Cripple Creek) - 1952: Cruise Cat (Kurzfilm) - 1952: Busybody Bear (Kurzfilm) - 1953: The Missing Mouse (Kurzfilm) - 1953: Barney's Hungry Cousin (Kurzfilm) - 1953: Cobs and Robbers (Kurzfilm) - 1953: Buccaneer Woodpecker (Kurzfilm) - 1953: Zaubernächte des Orients (Siren of Bagdad) - 1953: Heir Bear (Kurzfilm) - 1953: T.V. of Tomorrow (Kurzfilm) - 1953: Wee-Willie Wildcat (Kurzfilm) - 1953: Half-Pint Palomino (Kurzfilm) - 1954: The Impossible Possum (Kurzfilm) - 1954: Sleepy-Time Squirrel (Kurzfilm) - 1954: Homesteader Droopy (Kurzfilm) - 1954: The Farm of Tomorrow (Kurzfilm) - 1954: Social Lion (Kurzfilm) - 1955: The Butcher, the Baker, the Ice Cream Maker (Kurzfilm) - 1955: Godzilla kehrt zurück (Gojira no gyakushū) - 1955: Der scharlachrote Rock (The Scarlet Coat) - 1955: Cellbound (Kurzfilm) - 1955: 24 Hour Alert (Kurzfilm) - 1955: The Adventures of Sam Space - 1956: Petroushka (Kurzfilm) - 1956: Godzilla, King of the Monsters! - 1956: Fliegende Untertassen greifen an (Earth vs. the Flying Saucers) - 1956: Francis in the Haunted House - 1956: Ilja Muromez (Илья Муромец) - 1956: Down Beat Bear (Kurzfilm) - 1956: Blue Cat Blues (Kurzfilm) - 1956: Die fliegenden Monster von Osaka (Sora no daikaijû Radon) - 1957: Die Schneekönigin (Snezhnaya koroleva) - 1957: Beginning of the End - 1957: Love Slaves of the Amazons - 1957: Das Geheimnis des steinernen Monsters (The Monolith Monsters) - 1957: Weltraum-Bestien (Chikyû Bôeigun) - 1958: Die Brüder Karamasov (The Brothers Karamazov) - 1958: Kampf auf Leben und Tod (The Last of the Fast Guns) - 1958: Das Grauen schleicht durch Tokio (Bijo to Ekitai Ningen) - 1958: Zeit zu leben und Zeit zu sterben (A Time to Love and a Time to Die) - 1959: Witty Kitty (Kurzfilm) - 1959: Eine Stadt sucht einen Mörder (Jack the Ripper) - 1959: Donald in Mathmagic Land (Kurzfilm) - 1959: Attack of the Jungle Women - 1959: Space Mouse (Kurzfilm) - 1959: Noah's Ark (Kurzfilm) - 1959: Unternehmen Petticoat (Operation Petticoat) - 1959: Mouse Trapped (Kurzfilm) - 1959: Li’l Abner - 1960: Ballyhooey (Kurzfilm) - 1960: Goliath II (Kurzfilm) - 1960: Tale of a Wolf (Kurzfilm) - 1960: Banzai-Banzai, die Piloten des Teufels (Hawai Middowei daikaikûsen: Taiheiyô no arashi) - 1960: Alle lieben Pollyanna (Pollyanna) - 1960: Freeloading Feline (Kurzfilm) - 1960: Anruf genügt – komme ins Haus (Bells Are Ringing) - 1960: Bats in the Belfry (Kurzfilm) - 1960: Die Zeitmaschine (The Time Machine) - 1960: Der Turm der schreienden Frauen (Tormented) - 1960: Dazu gehören zwei (Where the Boys Are) - 1960: The Beatniks - 1961: 101 Dalmatiner (One Hundred and One Dalmatians) - 1961: Der fliegende Pauker (The Absent-Minded Professor) - 1961: Clash and Carry (Kurzfilm) - 1961: Atlantis, der verlorene Kontinent (Atlantis, the Lost Continent) - 1961: Tricky Trout (Kurzfilm) - 1961: Todesstrahlen aus dem Weltall (Sekai daisensô) - 1961: Tin Can Concert (Kurzfilm) - 1961: Then There Were Three - 1961: Der Bürotrottel (The Errand Boy) - 1961: Doc's Last Stand (Kurzfilm) - 1962: Die vier apokalyptischen Reiter (The 4 Horsemen of the Apocalypse) - 1962: Ascalon, das Zauberschwert (The Magic Sword) - 1962: Pest of Show (Kurzfilm) - 1962: A Public Affair - 1962: Ufos zerstören die Erde (Yôsei Gorasu) - 1962: Fowled-Up Birthday (Kurzfilm) - 1962: Hypno - 1962: The World’s Greatest Sinner - 1962: Snuffy's Song (Kurzfilm) - 1962: Mother's Little Helper (Kurzfilm) - 1962: The Hat (Kurzfilm) - 1962: The Method and Maw (Kurzfilm) - 1962: Take Me to Your Gen'rul (Kurzfilm) - 1962: Keeping Up with Krazy (Kurzfilm) - 1962: Punch Pooch (Kurzfilm) - 1962: Gay Purr-ee - 1962: Der Massenmörder von London (Tower of London) - 1962: Botschafter der Angst (The Manchurian Candidate) - 1962: Corny Concerto (Kurzfilm) - 1962: Mouse Blanche (Kurzfilm) - 1962: Taras Bulba - 1962: Freud - 1962: A Symposium on Popular Songs (Kurzfilm) - 1963: Stowaway Woody (Kurzfilm) - 1963: Charlie's Mother-in-Law (Kurzfilm) - 1963: Das Mädchen Irma la Douce (Irma la Douce) - 1963: Der Kommodore (A Gathering of Eagles) - 1963: Was diese Frau so alles treibt (The Thrill of It All) - 1963: Goose in the Rough (Kurzfilm) - 1963: Der Fuchs geht in die Falle (For Love or Money) - 1963: Goose Is Wild (Kurzfilm) - 1964: Der erstaunliche Mr. Limpet (The Incredible Mr. Limpet) - 1964: Wir warten in Ashiya (Flight from Ashiya) - 1964: Die Unersättlichen (The Carpetbaggers) - 1964: Everybody Loves It - 1964: Rah Rah Ruckus (Kurzfilm) - 1964: Sieben gegen Chicago (Robin and the 7 Hoods) - 1964: Mary Poppins - 1964: Roof-Top Razzle Dazzle (Kurzfilm) - 1964: Er kam nur nachts (The Night Walker) - 1964: Der Tölpel vom Dienst (The Disorderly Orderly) - 1965: The Outlaws Is Coming - 1965: Guest Who? (Kurzfilm) - 1965: Freewayphobia #1 (Kurzfilm) - 1965: Lord Jim - 1965: Das Schwert des Ali Baba (The Sword of Ali Baba) - 1965: Sink Pink (Kurzfilm) - 1965: Millionenraub in San Francisco (Once a Thief) - 1965: Pinkfinger (Kurzfilm) - 1965: Davey Cricket (Kurzfilm) - 1965: Das Schlafzimmer ist nebenan (That Funny Feeling) - 1965: Pink Panzer (Kurzfilm) - 1965: Goofy's Freeway Troubles (Kurzfilm) - 1965: Die Normannen kommen (The War Lord) - 1965: The Great De Gaulle Stone Operation (Kurzfilm) - 1966: Foot Brawl (Kurzfilm) - 1966: Reaux, Reaux, Reaux Your Boat (Kurzfilm) - 1966: Geliebter Haustyrann (The Ugly Dachshund) - 1966: Cirrhosis of the Louvre (Kurzfilm) - 1966: Plastered in Paris (Kurzfilm) - 1966: Cock-a-Doodle Deux-Deux (Kurzfilm) - 1966: Ape Suzette (Kurzfilm) - 1966: Tarzan and the Valley of Gold - 1966: Fred Feuerstein lebt gefährlich! (The Man Called Flintstone) - 1966: The Pique Poquette of Paris - 1966: Dimension 5 - 1966: That's No Lady, That's Notre Dame (Kurzfilm) - 1966: Unsafe and Seine (Kurzfilm) - 1966: Grand Prix - 1967: Window Pains (Kurzfilm) - 1967: Mouse in the House (Kurzfilm) - 1967: Sacré Bleu Cross (Kurzfilm) - 1967: Good Times - 1967: Le Quiet Squad (Kurzfilm) - 1967: Bomb Voyage (Kurzfilm) - 1967: Siebenmal lockt das Weib (Woman Times Seven) - 1967: Le Escape Goat (Kurzfilm) - 1967: Chicago-Massaker (The St. Valentine's Day Massacre) - 1967: King-Kong, Frankensteins Sohn (Kingu Kongu no gyakushû) - 1967: Kaltblütig (In Cold Blood) - 1967: Der Bär der keiner war (Kurzfilm) - 1968: Paste Makes Waste (Kurzfilm) - 1968: Jerky Turkey (Kurzfilm) - 1968: Bugged in a Rug (Kurzfilm) - 1968: San Sebastian (La Bataille De San Sebastian) - 1968: Wild in den Straßen (Wild in the Streets) - 1968: The Magic Pear Tree (Kurzfilm) - 1969: The Good Friend (Kurzfilm) - 1969: Gopher Broke (Kurzfilm) - 1969: Cool It, Charlie (Kurzfilm) - 1969: Charlie's Campout (Kurzfilm) - 1969: The Comic - 1970: The Unhandy Man (Kurzfilm) - 1970: How the First Letter Was Written (Kurzfilm) - 1970: How the Elephant Got His Trunk (Kurzfilm) - 1970: Charlie in Hot Water (Kurzfilm) - 1970: Charlie's Golf Classic (Kurzfilm) - 1970: Patton – Rebell in Uniform (Patton) - 1970: Colossus (Colossus: The Forbin Project) - 1970: Rückkehr zum Planet der Affen (Beneath the Planet of the Apes) - 1970: Tora! Tora! Tora! - 1971: The Bungling Builder (Kurzfilm) - 1971: Moochin' Pooch (Kurzfilm) - 1971: Charlie the Rainmaker (Kurzfilm) - 1971: Das Schreckenscabinett des Dr. Phibes (The Abominable Dr. Phibes) - 1972: A Fish Story (Kurzfilm) - 1972: Unlucky Potluck (Kurzfilm) - 1972: Rain Rain, Go Away (Kurzfilm) - 1972: Let Charlie Do It - 1975: Doc Savage – Der Mann aus Bronze (Doc Savage: The Man of Bronze) - 1975: Nevada Pass (Breakheart Pass) - 1976: Casey at the Bat - 1976: The Milpitas Monster - 1976: Schlacht um Midway (Midway) - 1977: Fantastic Animation Festival - 1978: Hardware Wars (Kurzfilm) - 1982: The Flight of Dragons - 1982: Das letzte Einhorn (The Last Unicorn) - 1983: Twice Upon a Time - 1987: The Puppetoon Movie | - 1952: A Case of Hypnosis (Fernsehfilm) - 1953: The Jack Benny Program (Fernsehserie, 1 Folge) - 1955–1960: The Millionaire (Fernsehserie, 206 Folgen) - 1956–1958: Alfred Hitchcock Presents (Fernsehserie, 4 Folge) - 1957–1986: Disney-Land (Fernsehserie, 24 Folgen) - 1958–1959: Steve Canyon (Fernsehserie, 16 Folgen) - 1958–1962: Bozo: The World’s Most Famous Clown (Fernsehserie, 156 Folgen) - 1959: Rescue 8 (Fernsehserie, 1 Folge) - 1959: The Watts Gnu Show (Fernsehfilm) - 1959–1964: Die Abenteuer von Tim und Struppi (Fernsehserie, 8 Folgen) - 1960: Mister Magoo (Fernsehserie, 13 Folgen) - 1960: The Bullwinkle Show (Fernsehserie, 5 Folgen) - 1960–1962: Familie Feuerstein (The Flintstones, Fernsehserie, 2 Folgen) - 1961–1962: Top Cat (Fernsehserie, 5 Folgen) - 1961: The Dudley Do-Right Show (Fernsehserie, 1 Folge) - 1962: Mister Magoo's Christmas Carol (Fernsehfilm) - 1963: Krazy Kat (Fernsehserie, 31 Folgen) - 1963–1964: Fractured Flickers (Fernsehserie, 10 Folgen) - 1963–1964: Snuffy Smith and Barney Google (Fernsehserie, 14 Folgen) - 1964–1965: Hoppity Hooper (Fernsehserie, 16 Folgen) - 1964–1965: Mr. Magoo (Fernsehserie, 5 Folgen) - 1965: The New 3 Stooges (Fernsehserie, 1 Folge) - 1965: Linus! The Lion Hearted (Fernsehserie, 1 Folge) - 1965: Bezaubernde Jeannie (I Dream of Jeannie, Fernsehserie, 2 Folgen) - 1965: The Secret Squirrel Show (Fernsehserie, 1 Folge) - 1965–1967: The Beatles (Fernsehserie, 39 Folgen) - 1966: The Super 6 (Fernsehserie) - 1966: Frankenstein, Jr. and the Impossibles (Fernsehserie) - 1966: Mini-Max oder die unglaublichen Abenteuer des Maxwell Smart (Fernsehserie, 1 Folge) - 1966: A Laurel and Hardy Cartoon (Fernsehserie, 20 Folgen) - 1966: Space Ghost (Fernsehserie, 1 Folge) - 1967: The World: Color It Happy (Fernsehfilm) - 1967: The Superman/Aquaman Hour of Adventure (Fernsehserie, 2 Folgen) - 1967: Shazzan (Fernsehserie, 6 Folgen) - 1967: Immer wenn er Pillen nahm (Mr. Terrific, Fernsehserie, 17 Folgen) - 1967: Super President (Fernsehserie) - 1967: George of the Jungle (Fernsehserie) - 1967: The Danny Thomas Hour (Fernsehserie, 1 Folge) - 1967: Cricket on the Hearth (Fernsehfilm) - 1967: Super Chicken (Fernsehserie, 17 Folgen) - 1967: The Atom Ant/Secret Squirrel Show (Fernsehserie) - 1967–1968: Die fantastischen Vier (Fernsehserie, 18 Folgen) - 1968: Arabian Knights (Fernsehserie) - 1968: The New Adventures of Huckleberry Finn (Fernsehserie, 1 Folge) - 1968: Die Maus auf der Mayflower (Fernsehfilm) - 1968: The Little Drummer Boy (Fernseh-Kurzfilm) - 1969: The Banana Splits Adventure Hour (Fernsehserie, 8 Folgen) - 1969: Der rosarote Panther (Fernsehserie, 2 Folgen) - 1969: Frosty the Snowman (Fernsehfilm) - 1969–1971: The Immortal (Fernsehserie, 16 Folgen) - 1970: The Mad, Mad, Mad Comedians (Fernsehfilm) - 1970: Nanny and the Professor (Fernsehserie, 1 Folge) - 1970: Santa Claus Is Comin' to Town (Fernsehfilm) - 1971: The Point (Fernsehfilm) - 1971: Here Comes Peter Cottontail (Fernsehfilm) - 1971: Jackson 5ive (Fernsehserie, 6 Folgen) - 1971–1972: Hawaii Fünf-Null (Hawaii Five-0, Fernsehserie, 2 Folgen) - 1972: Alias Smith und Jones (Alias Smith and Jones, Fernsehserie, 1 Folge) - 1972: The Osmonds (Fernsehserie) - 1972: The ABC Saturday Superstar Movie (Fernsehserie, 1 Folge) - 1974–1975: Run, Joe, Run (Fernsehserie, 25 Folgen) - 1975: Wonder Woman (Fernsehserie, 1 Folge) - 1976: The First Easter Rabbit (Fernsehfilm) - 1976: The Pink Panther Laugh and a Half Hour and a Half Show (Fernsehserie) - 1976: Frosty's Winter Wonderland (Fernseh-Kurzfilm) - 1976: Rudolph's Shiny New Year (Fernsehfilm) - 1977: Der Hobbit (Fernsehfilm) - 1977: Nestor, the Long-Eared Christmas Donkey (Fernseh-Kurzfilm) - 1978: Der Geist von Flug 401 (Fernsehfilm) - 1978: The Stingiest Man in Town (Fernsehfilm) - 1979: Rudolph and Frosty's Christmas in July (Fernsehfilm) - 1979: Jack Frost (Fernsehfilm) - 1980: Die Rückkehr des Königs (Fernsehfilm) - 1984: Knight Rider (Fernsehserie, 1 Folge) - 1986: DTV Valentine (Fernsehfilm) - 1987: Der Wind in den Weiden (Fernsehfilm) |

## Drehbuchautor und Regisseur
- 1960: The Beatniks